# (23324) Kwak
(23324) Kwak est un astéroïde de la ceinture principale.

## Description
(23324) Kwak est un astéroïde de la ceinture principale. Il fut découvert le 20 janvier 2001 à Socorro (Nouveau-Mexique) par le projet LINEAR. Il présente une orbite caractérisée par un demi-grand axe de 2,59 UA, une excentricité de 0,19 et une inclinaison de 3,6° par rapport à l'écliptique.

## Compléments